# I've Known No War
 (décembre 2023).
Si vous disposez d'ouvrages ou d'articles de référence ou si vous connaissez des sites web de qualité traitant du thème abordé ici, merci de compléter l'article en donnant les références utiles à sa vérifiabilité et en les liant à la section « Notes et références ».
Pistes de It's Hard
Eminence Front One Life's Enough
I've Known No War est une chanson du groupe de rock britannique The Who sortie en 1982 sur l'album It's Hard. Elle a été écrite par Pete Townshend, le guitariste du groupe.

## Analyse
Townshend y évoque la Seconde Guerre mondiale et l'arrestation de l'architecte d'Hitler, Albert Speer, le jour même de sa naissance, le 19 mai 1945 ; étant né dans le camp des vainqueurs, il assure : « je n'ai jamais été fusillé ou gasé, jamais torturé ou poignardé, et je suis sûr que je ne connaîtrai jamais de guerre ». Mais s'il doit connaître une guerre, il sait qu'elle sera courte, puisqu'il s'agira d'une guerre nucléaire – l'écriture de la chanson se place dans le contexte de tensions renouvelées entre les États-Unis et l'Union soviétique.
Musicalement, la chanson mélange hard rock à la façon des Who et pop. La chanson commence sur une courte introduction au synthétiseur, rejoint par la batterie, puis les autres instruments. Roger Daltrey chante avec agressivité, reléguant la guitare et la basse au second plan. Après un passage instrumental, il hurle « war! », puis chante un dernier refrain. La chanson s'achève en fade-out.

## Critique
L'album It's Hard a reçu des critiques variées, positives comme négatives. Dans Rolling Stone, Parke Puterbaugh lui donne la note maximale et estime que I've Known No War est « la clef de l'album », « une chanson qui pourrait devenir l'hymne de notre génération, comme l'a été Won't Get Fooled Again il y a dix ans ».

## Musiciens
- Roger Daltrey : chant
- Pete Townshend : guitare
- John Entwistle : basse
- Kenney Jones : batterie